# 尼爾斯·維倫謝奧德
尼爾斯·維倫謝奧德（挪威語：Nils Werenskiold，1920年10月8日—1991年3月9日）是挪威翻譯家、作家。他在1970年代翻譯J·R·R·托爾金的《魔戒》三部曲，為第一個將《魔戒》譯為挪威文的譯者，但他的譯本受到了批評。